# Jindřichovice pod Smrkem (nádraží)
Jindřichovice pod Smrkem jsou dopravna D3 v obci Jindřichovice pod Smrkem. Leží v km 23,259 trati Frýdlant v Čechách – Jindřichovice pod Smrkem, která před druhou světovou válkou pokračovala dále do dnešního Polska.

## Situace
Dopravna se nachází na jihovýchodním okraji obce. Vede k ní zpevněná komunikace. Na západní i východní straně je kolejiště orámováno nechráněnými železničními přejezdy, na kterých trať křižují bezejmenné místní komunikace. Na severní straně kolejiště stojí zděná patrová staniční budova a na protilehlé straně u novoměstského zhlaví polozřícená bývalá výtopna.
Dopravna má zachována obě zhlaví. Má dvě dopravní koleje, obě jsou do zhlaví u konce trati zapojeny pouze jako koleje manipulační. U obou je sypané nástupiště.

## Provoz
Na zastávce zastavují osobní vlaky linky L61 Liberec – Frýdlant v Čechách – Nové Město pod Smrkem – Jindřichovice pod Smrkem.

## Turismus
Severovýchodně od staniční budovy stojí rozcestník turistických tras pojmenovaný „Jindřichovice pod Smrkem – železniční stanice“. Odtud vede východním směrem zeleně značená turistická trasa ke zřícenině kostela svatého Jakuba Staršího. Stejným směrem vede také naučná stezka Okolím Jindřichovic za výšinami ideálů a do údolí duše. Další zeleně značená trasa vede z rozcestníku u dopravny jihozápadním směrem na rozcestí „Pod Hřebenáčem“ a třetí severozápadním směrem skrz obec k rozcestí „Pod Kamenným vrchem“. Část s ním je společně vedena také zmíněná naučná stezka.
Žádná cyklistická nebo lyžařská trasa přímo k dopravně přivedena není.